# The Tripper
The Tripper es una película slasher que fue dirigida por David Arquette y protagonizada por Thomas Jane, Jaime King y Lukas Haas.

## Sinopsis
La película es un homenaje nostálgico a las películas de Wes Craven y Tobe Hooper, y  sigue a un grupo de hippies que se escapan al Festival de Woodstock para disfrutar de una semana de desenfreno, sólo para ser acosados por un psicópata de pensamientos radicales que viste y habla a la manera de Ronald Reagan.

## Elenco
- Jaime King como Samantha.
- Thomas Jane como Buzz Hall.
- Lukas Haas como Ivan.
- Jason Mewes como Joey.
- Balthazar Getty como Jimmy.
- Marsha Thomason como Linda.
- Paul Reubens como Frank Baker.
- Richmond Arquette como el ayudante Cooper.
- David Arquette como Muff.
- Courteney Cox como Cynthia.
- Christopher Allen Nelson como Gus / Reagan.
- Paz de la Huerta como Jade.
- Redmond Gleeson como Dylan.
- Michael X. Sommers como Trooper Neatnick.

El director Wes Craven hace una aparición en la película como un hippie que lleva sombrero de copa.

## Producción
La película es dirigida, producida, escrita y protagonizada por David Arquette. La exesposa de Arquette, Courteney Cox, también es productora y actriz en la película. El título es un juego en el apodo de Ronald Reagan, "The Gipper."
En agosto de 2007, el escritor y productor Fritz Jünker demandó a la producción de Arquette, Coquette Productions, Inc. por infracción de derechos de autor, alegando que la película de 2001 de Jünker, The Truth About Beef Jerky, fue la base de The Tripper. El caso nunca fue a la corte, y eventualmente se abandonó con el tiempo, porque no había evidencia para apoyar la reclamación.

## Lanzamiento
El estreno se llevó a cabo en el teatro de Del Mar en Santa Cruz (el lugar predominante de la imagen). David Arquette y los compañeros del elenco estuvieron allí para responder preguntas. El estreno canadiense de The Tripper fue en el show Fantasia Festival en el 2007. Arquette estuvo allí para responder preguntas. Se mostró como una película bonus como parte de la película 8 Films to Die For. La fecha de lanzamiento de la película, el 20 de abril, o 4/20 como referencia a 420, un número de importancia en la cultura del cannabis. MPAA le dio a la película una R por violencia y horror fuerte y violencia gráfica, contenido de drogas, lenguaje y algo de sexo/desnudez. Fue parte el 13 de octubre de 2007 del show "Screamfest Horror Film Festival."

### Lanzamiento en DVD
El DVD fue lanzado el 23 de octubre de 2007. El DVD está sin clasificar y tiene una duración de 97 minutos; 4 minutos más que de la película original.
El DVD incluye:
- 1.85:1 Pantalla anamórfica
- Comentario en audio por el director David Arquette y las estrellas Thomas Jane, Paul Reubens y Richmond Arquette.
- Escenas eliminadas
- Bloopers
- Detrás de escenas
- Tráileres para cine[3]
- Música por The Black Math Experiment

## Literatura
Image Comics, junto a Raw Studios, publicaron la adaptación de The Tripper de David Arquette durante mayo de 2007 en su primera edición. David Arquette está acreditado con la historia junto a Joe Harris quién adaptó el concepto para el cómic con el artista Nat Jones.

## Recepción
La película tuvo críticas negativas. La película ha recibido un 31% por Rotten Tomatoes, basado en 13 críticas, y dos críticas negativas en Metacritic.